# Keerbergen
Keerbergen est une commune néerlandophone de Belgique située en Région flamande dans la province du Brabant flamand.

## Héraldique
|  | La commune possède des armoiries qui lui ont été octroyées le 16 juillet 1956 et à nouveau le 8 avril 1997. Ce sont celles de Berthout-Berlaar, qui acquit le village au début du XIVe siècle. Ces armoiries sont également apparues sur le cachet du village du XIVe siècle à la fin du XVIIIe siècle, bien que le village fût gouverné par d'autres familles depuis la fin du XVe siècle. Les armoiries sont tenues par le saint patron local, Saint-Michel. Blasonnement : D'argent à 3 pals de gueules, brochant sur un Saint Michel d'or à une épée levée du même, terrassant le démon de sable soutenant l'écu. - Délibération communale : 31 août 1992 - Arrêté de l'exécutif de la communauté : 8 avril 1997 - Moniteur belge : 8 juillet 1997 Source du blasonnement : Heraldy of the World. |

## Démographie

### Évolution démographique
- Source: DGS , de 1831 à 1981=recensements population; à partir de 1990 = nombre d'habitants chaque 1 janvier[2]

## Site externe
- (nl) Site de la commune